# Tomimaru Ōkuni
Tomimaru Ōkuni (大国 富丸 Ōkuni Tomimaru?,  nacido en 1931) es un astrónomo japonés .
Es un prolífico descubridor de asteroides, habiendo descubierto 127.
El asteroide (7769) Okuni se llama así en su honor.